# Afet

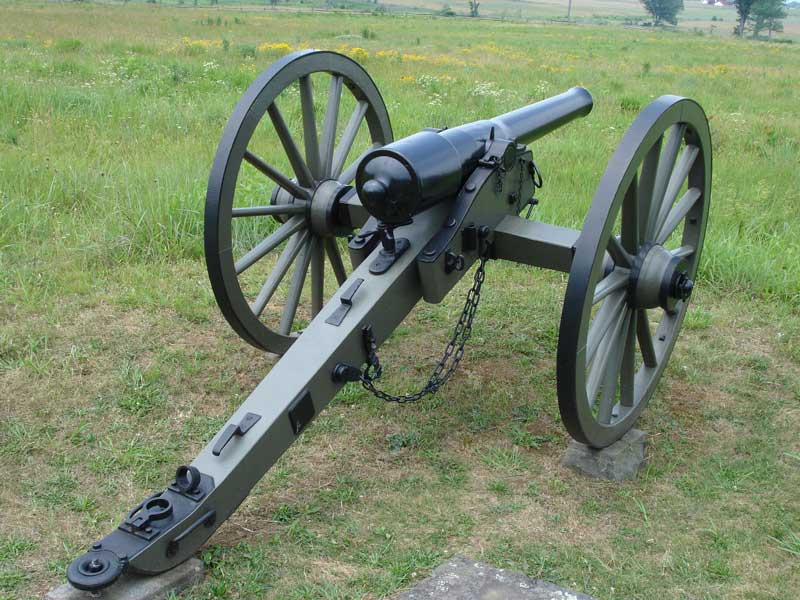
Tun montat pe un afet mobil din metal

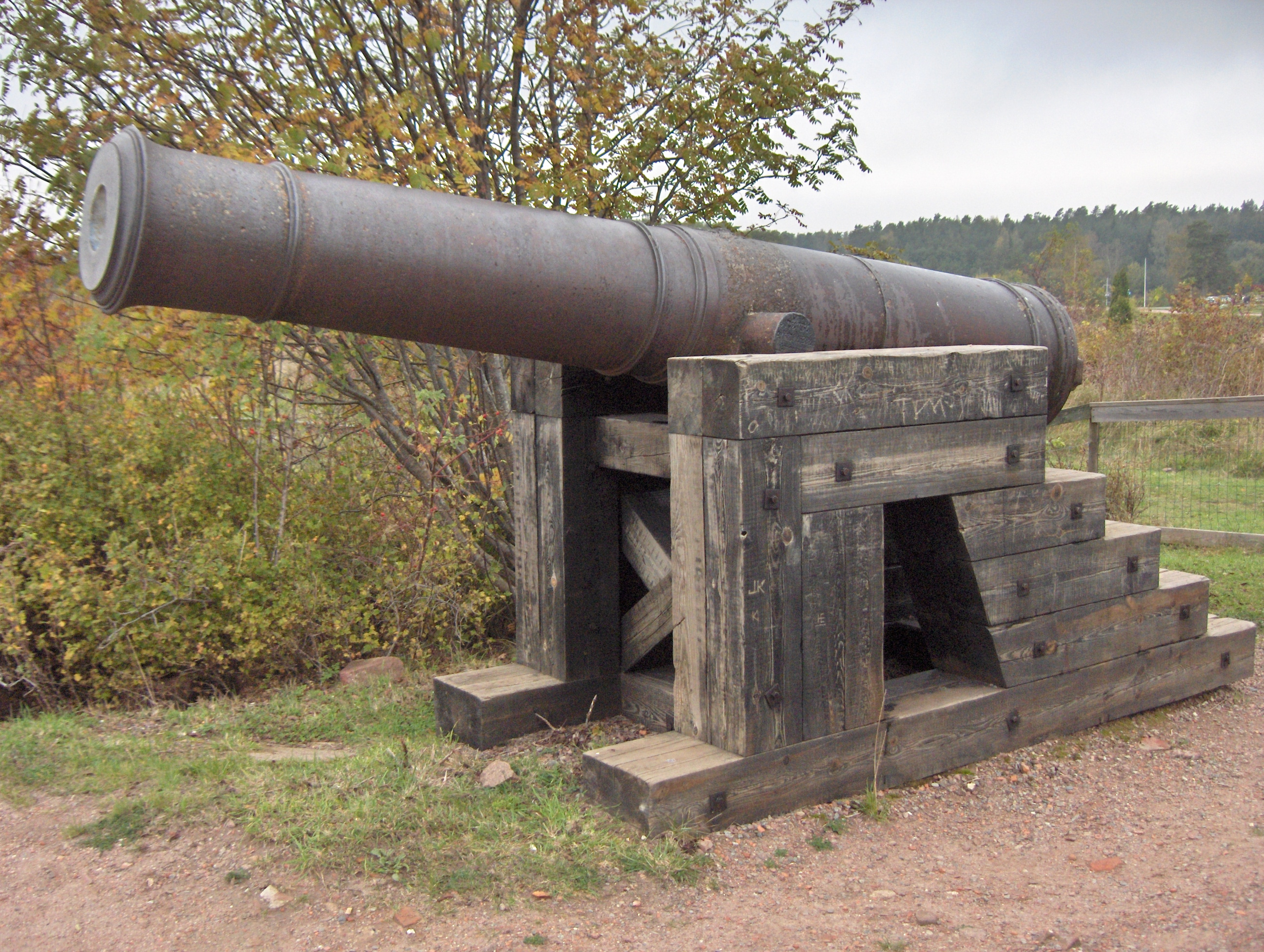
Tun montat pe un afet fix, fabricat din lemn.

Un afet este un cadru, din lemn sau din metal, pe care se fixează țeava unui tun sau unei arme de foc. Afetul permite orientarea armei de foc, ochirea și tragerea. Afetul poate avea roți pentru transportul rapid în zona dorită, sau orientarea armelor de artilerie pe direcția de tragere.